# Comté de Hutchinson (Texas)
Pour les articles homonymes, voir Comté de Hutchinson.
Le comté de Hutchinson, en anglais : Hutchinson County, est un comté situé dans le Panhandle au nord de l'État du Texas aux États-Unis. Le siège du comté est la ville de Stinnett. Selon le  recensement de 2020, sa population est de 20 617 habitants. 
Le comté a une superficie de 2 318 km2, dont 2 298 km2 en surfaces terrestres.

## Comtés adjacents
| Comté de Sherman | Comté de Hansford   | Comté d'Ochiltree |
| Comté de Moore   | comté de Hutchinson | Comté de Roberts  |
| Comté de Potter  | Comté de Carson     | Comté de Gray     |